# Thorkild Kjærgaard
Thorkild Kjærgaard (født 15. marts 1945 i Nørre Felding ved Holstebro) er en dansk historiker. Han er søn af Aage og Ingrid Kjærgaard.
Kjærgaard blev cand.mag. i historie og fransk fra Københavns Universitet i 1976. I 1991 blev han dr.phil. med disputatsen Den danske Revolution 1500-1800. En økohistorisk tolkning, der i 1994 blev udgivet på engelsk på Cambridge University Press. Han var museumsinspektør ved Det Nationalhistoriske Museum på Frederiksborg 1989-1998, hvorefter han blev direktør for Museet på Sønderborg Slot i årene 1999-2001. Fra 2002-2015 var han ansat som lektor ved Grønlands Universitet.
Historiefagligt gjorde Kjærgaard sig bemærket med artiklen om "Gårdmandslinien i dansk historieskrivning" fra 1979, hvor han påviste, at et bestemt billede af det danske samfunds historiske udvikling havde domineret den danske historiskrivning de forudgående 100 år. Også disputatsen fra 1991 vakte faglig opsigt, da økohistorien med denne blev introduceret på dansk. Også internationalt vakte afhandlingen opsigt.
Kjærgaard vakte opmærksomhed i den almene offentlighed, da han i et interview i Politiken i marts 1997 udtalte, at historiefagets status faldt i takt med at andelen af kvindelige historiestuderende steg. Det førte til massiv kritik og i foråret 1998 forlød det, at Kjærgaard ikke ville blive genbeskikket som censor ved universiteterne. Det blev dog ikke tilfældet.
Det vakte også nogen opsigt, da Thorkild Kjærgaard, Inge Adriansen, Hans Helmer Kristensen og Axel Johnsen i en kronik i Jyllands-Posten 22. januar 2000, Veje og vildveje på Dybbøl Banke udtalte sig kritisk om en udvidelse af besøgscenteret i Dybbøl. Interessen var dog væsentlig større, da Kjærgaard i begyndelsen af 2001 indbød folketingspolitikeren Søren Krarup fra Dansk Folkeparti til at lave en udstilling om danskhed på Museet på Sønderborg Slot. Den beslutning blev herefter underkendt af museets bestyrelse. I maj 2001 meddelte museets bestyrelse, at det ikke længere havde tillid til Kjærgaards evner som leder af museet, og økonomiudvalget i Sønderjyllands Amt besluttede derefter at afskedige ham.
I de senere år har Thorkild Kjærgaard arbejdet med spørgsmålet om, hvorvidt Grønland var en koloni. Det er Kjærgaards opfattelse, at man ikke kan betragte Grønland som en koloni i traditionel forstand, fordi den lokale befolkning ikke blev udnyttet af den danske kolonimagt på linje med andre kolonimagters udnyttelse af deres koloniale undersåtter. Kjærgaards holdning har mødt modstand fra forskere såsom Astrid Nonbo Andersen og Søren Rud, der begge mener, at alting, herunder selve brugen af begrebet "koloni" i datidens omtale af de grønlandske besiddelser, vidner om, at der var tale om en egentlig koloni.
I sin tilgang knytter Thorkild Kjærgaard an til den tradition som også ses i andre tidligere kolonimagter, at man på forskellig vis enten helt afviser kolonibegrebet som en myte eller beskriver det som irrelevant baseret på at det anses at have været til fordel for lokalbefolkningen i "kolonien". Blandt historikere indenfor denne retning findes bl.a. Andrew Roberts som tilsvarende går mod den gængse opfattelse af kolonialiseringen af Indien.
Under den russisk-ukrainske krig vakte Thorkild Kjærgaard opsigt med sin mening, at Ukraine som stat ikke har nogen nævneværdig historisk legitimitet og at landet burde ophøre sin modstand og i stedet acceptere sin skæbne som underlegent naboland til Rusland.

## Udvalgt bibliografi
- Den danske Revolution 1500-1800. En økohistorisk tolkning, Gyldendal:København 1991 ISBN 87-00-04845-3
- "Gårdmandslinien i dansk historieskrivning" Fortid og Nutid 28 (1979), s. 178-191 (også trykt i Claus Bjørn (red.): Fra Fortid og nutid : en antologi, Dansk historisk Fællesforening:København 1984 ISBN 87-7423-061-1, s. 82-95).
- Kronik i Politiken 12. oktober 2022. Historiker: Stop hetzen mod Putin. Han er ikke Hitler – og Ukraine-krigen er primært Joe Bidens skyld"